# Janet Young (femme politique)
Pour les articles homonymes, voir Janet Young et Young.
Janet Mary Baker Young, baronne Young, née le 23 octobre 1926 et morte le 6 septembre 2002 des suites d'un cancer, est une femme politique britannique. Elle est la seule femme à avoir occupé des fonctions dans le gouvernement Thatcher.
En 1971, elle est faite pair à vie en tant que baronne Young, ce qui lui permet de siéger à la Chambre des lords.

## Famille et études
Née Janet Mary Baker à Widnes en 1926, elle est la fille de J. N. L. Baker, géographe à l'université d'Oxford, et Phyllis (née Hancock) Baker. Elle va à l'école Dragon d'Oxford, fréquentée essentiellement par des garçons, où elle joue au rugby et au cricket, puis à l'école de Headington. Pendant la Seconde Guerre mondiale, elle étudie à l'université Yale, puis obtient une maîtrise en philosophie, politique et économique au St Anne's College, Oxford. En 1950, elle épouse le chimiste académique Geoffrey Tyndale Young (1915-2014), avec qui elle a trois filles.

## Positions politiques
Si être une femme à occuper des fonctions dans un gouvernement à cette époque en fait une personne notable, elle est surtout connue pour ses positions sur les questions de société.
Elle est très hostile aux droits des homosexuels et a mené campagne à la Chambre des lords pour que leur majorité sexuelle ne soit pas la même que celle des hétérosexuels. Elle s'est prononcée contre l'abrogation de la « section 28 », qui refuse la promotion de l'homosexualité : « Ce sont des grands idéaux que nous avons perdu. Il y en a qui ont besoin d'idéaux. Plus personne ne les défend. J'ai échoué. Tout le monde a échoué. Mais au moins nous devrions savoir ce pour quoi nous nous battons. Qu'est-ce que ça doit être épouvantable de ne pas avoir d'idéaux. ». Elle est également contre l'adoption par des couples non mariés.

## Détails des fonctions et mandats
- 14 septembre 1981 - 7 avril 1982 : Chancelière du duché de Lancastre
- 14 septembre 1981 - 11 juin 1983 : Leader de la Chambre des lords
- 7 avril 1982 - 11 juin 1983 : Lord du Sceau Privé

Elle fut également ministre d'État dans le domaine des Affaires étrangères [Quand ?].